# 東郷重興
東郷 重興（とうごう しげおき、1943年9月2日 - ）は、日本の銀行家、実業家。学校法人東日本学園理事長。日本ラッド株式会社顧問。
日本銀行国際局局長、株式会社日本債券信用銀行頭取、株式会社大阪造船所代表取締役社長（第5代）、株式会社ダイゾー代表取締役社長（初代）、日本ラッド株式会社取締役社長などを歴任した。

## 来歴

### 生い立ち
東京都中野区出身。父は北海道拓殖銀行の行員であり、小学生の頃は北海道函館市や八雲町に暮らしたこともある。東京大学に進学し、法学部にて法学を学び、1966年に卒業した。

### 日本銀行
1966年、日本銀行に入行した。日本銀行では主として国際畑などを歩み、高松支店の支店長、政策委員会室の室長などを経て、国際局の局長を務めた。

### 日本債券信用銀行

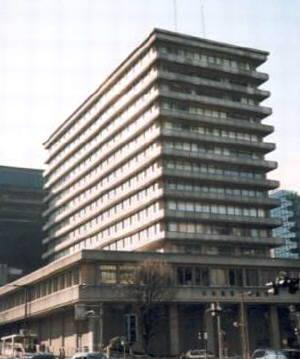
東郷が頭取を務めた日本債券信用銀行

1996年、請われて日本債券信用銀行に転じ、顧問に就任した。それから1年ほどの間に、日本債券信用銀行の常務、副頭取などの要職を歴任した。1997年、日本債券信用銀行の頭取に就任した。1998年12月、日本債券信用銀行は経営破綻と認定されたため、金融再生法により特別公的管理下に置かれた。

### 日債銀事件
その後、1998年3月期決算時の有価証券報告書に不良債権約1600億円を記載していなかったことが発覚し、粉飾決算との疑いが指摘された。当時の頭取だった東郷は、東京地方検察庁特別捜査部により証券取引法違反容疑で逮捕された。東郷は無罪を主張したが、2004年5月、東京地方裁判所は、東郷に対し懲役1年（執行猶予3年）の有罪判決を下した。東郷は控訴したが、2007年3月、東京高等裁判所は、東郷に対し懲役1年（執行猶予3年）の有罪判決を下した。
しかし、これらの有罪判決に対しては、当時の不良債権処理の実態を反映していないとの批判も根強い。さらに、日債銀事件と同様に不良債権未記載が問題視された長銀事件では、最高裁判所が当時の日本長期信用銀行経営陣に対し無罪判決を下している。そのため、日債銀粉飾決算事件についての最高裁判所の判断が注視された。2009年12月7日、最高裁判所は東京高等裁判所の有罪判決を破棄したうえで、日債銀粉飾決算事件の審理の差し戻しを命じた。
2011年8月30日、東京高等裁判所は、東郷に対し無罪判決を下した。この判決を受け、東京高等検察庁は上告を断念したため、東郷ら3名全員の無罪が確定した。同年9月13日、東京高等検察庁次席検事の伊丹俊彦は「明確な上告理由が見いだせず、上告はしないこととなった」とのコメントを発表し、東郷は「当時の我々の行動、日債銀の皆さんの努力が正しく評価されることを期待したい」とのコメントを発表した。また、東郷らの弁護団は「破綻の責任を経営者個人の責任にすり替えた事件。立件に正義はなかった」としたうえで、「検察庁と裁判所は3人の人生の晩節を奪った責任を自覚し、反省を求めたい」とのコメントを発表した。
シアター・テレビジョンでは、「13年もの裁判期間を経て、2011年8月30日逆転無罪判決を獲得! 記念して無料開放を実施いたします」とのコメントを発表し、過去に東郷が出演した番組を無料で動画配信する措置をとった。また、東郷が経営陣の一員として名を連ねる日本ラッドでは、会長の大塚隆一が「日本ラッド経営陣一同は当社経営幹部である東郷の無罪判決獲得をうけ、社業の発展を通じて、より一層、社会に貢献してきたい」とのコメントを発表した。

### 大阪造船所
日本債券信用銀行の頭取を退任したのち、東郷はエアロゾルの製造販売を手がける大阪造船所に移った。代表取締役に就任し、2000年より社長を務めた。大阪造船所がダイゾーに移行したのちも、引き続き代表取締役および社長に留任した。オムロン株式会社や学校法人産業能率大学から株式会社インテリジェントスクエアを買収すると、自社の情報システム事業部を分社化してこれと統合させ、新たに株式会社ディアイスクエアを設立した。また、株式会社スカイピアを吸収合併して新事業に進出するなど、ダイゾーグループのリストラクチャリングとM&Aを積極的に推し進めた。また、中部大学大学院工学研究科教授の武田邦彦が司会を務める対談番組などにも出演している。2009年、ダイゾーの社長を退き、顧問に就任した。

### 日本ラッド
2010年、日本ラッドに移り、執行役員として副社長に就任した。日本ラッドでは、取締役社長を務めていた長岡均が同年4月12日に取締役副社長に退いており、それ以降は社長が空席という異例の事態となっていた。その間、日本ラッドの代表権を持つ大塚隆一が、会長として経営を指揮した。同年6月25日、東郷が副社長から社長に昇格した。これによって、日本ラッドには2が月ぶりに社長が誕生することになった。社長退任後は総括執行役員として、同社の管理本部にて本部長を務めた。

### 学校法人東日本学園
2012年より北海道医療大学を経営する学校法人東日本学園理事長に就任し、現職。

## 略歴
- 1966年 - 東京大学法学部卒業。
- 1966年 - 日本銀行入行。
- 1996年 - 日本債券信用銀行顧問。
- 1997年 - 日本債券信用銀行頭取。
- 2000年 - 大阪造船所社長。
- 2000年 - ダイゾー社長。
- 2009年 - ダイゾー顧問。
- 2010年 - 日本ラッド副社長。
- 2010年 - 日本ラッド社長。
- 2012年 - 学校法人東日本学園理事長。

## 著作

### 共著
- 東郷重興・川原義仁共編『図説日本銀行』財経詳報社、1988年。ISBN 4-88-177338-0
- 藤井卓也・川原義仁・東郷重興共編『図説日本銀行』財経詳報社、1990年。ISBN 4-88-177345-3